# مديرية شبام

تعديل مصدري - تعديل

مديرية شِبَام إحدى مديريات محافظة حضرموت في شرقيِّ اليمن. بلغ عدد سكانها 48829 نسمة عام 2004.

موقع مديرية شبام في محافظة حضرموت

مناطق مديرة شبام:
- الحزم
- الحوطة
- سحيل شبام (سحيل الضدح)
- سحيل مقارمة
- قريو

## أعلام
- أحمد عبيد بن دغر